# العلاقات البرتغالية الصربية
العلاقات البرتغالية الصربية هي العلاقات الثنائية التي تجمع بين البرتغال وصربيا.

## مقارنة بين البلدين
هذه مقارنة عامة ومرجعية للدولتين:
| وجه المقارنة                                              | البرتغال                                                  | صربيا                                                      |
| --------------------------------------------------------- | --------------------------------------------------------- | ---------------------------------------------------------- |
| المساحة (كم2)                                             | 92.21 ألف                                                 | 88.36 ألف                                                  |
| عدد السكان (نسمة)                                         | 10.60 مليون                                               | 7.02 مليون                                                 |
| الكثافة السكانية (ن./كم²)                                 | 114.95                                                    | 79.45                                                      |
| العاصمة                                                   | لشبونة                                                    | بلغراد                                                     |
| اللغة الرسمية                                             | اللغة البرتغالية، اللغة الميراندية                        | اللغة الصربية                                              |
| العملة                                                    | يورو، اسكودو برتغالي                                      | دينار صربي                                                 |
| الناتج المحلي الإجمالي (بليون دولار)                      | 217.57 مليار                                              | 41.43 مليار                                                |
| الناتج المحلي الإجمالي (تعادل القوة الشرائية) بليون دولار | 307.82 مليار                                              | 100.13 مليار                                               |
| الناتج المحلي الإجمالي الاسمي للفرد دولار أمريكي          | 19.22 ألف                                                 | 5.24 ألف                                                   |
| الناتج المحلي الإجمالي للفرد دولار أمريكي                 | 28.76 ألف                                                 | 13.59 ألف                                                  |
| مؤشر التنمية البشرية                                      | 0.830                                                     | 0.771                                                      |
| رمز المكالمات الدولي                                      | +351                                                      | +381                                                       |
| رمز الإنترنت                                              | .pt                                                       | .rs، .срб ‏                                                 |
| المنطقة الزمنية                                           | توقيت غرب أوروبا، توقيت غرب أوروبا الصيفي، أوروبا/لشبونة ‏ | توقيت وسط أوروبا، ت ع م+01:00، ت ع م+02:00، أوروبا/بلغراد ‏ |

## منظمات دولية مشتركة
يشترك البلدان في عضوية مجموعة من المنظمات الدولية، منها:
| علم المنظمة | اسم المنظمة                               | تاريخ انضمام البرتغال | تاريخ انضمام صربيا |
| ----------- | ----------------------------------------- | --------------------- | ------------------ |
|             | وكالة ضمان الاستثمار متعدد الأطراف        | 6 يونيو 1988          | 19 مارس 1993       |
|             | الأمم المتحدة                             | 14 ديسمبر 1955        | 1 نوفمبر 2000      |
|             | الفريق المعني برصد الأرض                  | ?                     | ?                  |
|             | منظمة حظر الأسلحة الكيميائية              | ?                     | ?                  |
|             | منظمة الشرطة الجنائية الدولية             | ?                     | ?                  |
|             | منظمة الأمن والتعاون في أوروبا            | 25 يونيو 1973         | 3 يونيو 2006       |
|             | مؤسسة التنمية الدولية                     | 29 ديسمبر 1992        | 25 فبراير 1993     |
|             | يونسكو                                    | 11 مارس 1965          | 20 ديسمبر 2000     |
|             | مجلس أوروبا                               | ?                     | 3 أبريل 2003       |
|             | الاتحاد البريدي العالمي                   | ?                     | ?                  |
|             | البنك الدولي للإنشاء والتعمير             | 29 مارس 1961          | 25 فبراير 1993     |
|             | المنظمة الهيدروغرافية الدولية             | ?                     | ?                  |
|             | الاتحاد الدولي للاتصالات                  | 1866                  | 1 يونيو 2001       |
|             | مؤسسة التمويل الدولية                     | 8 يوليو 1966          | 25 فبراير 1993     |
|             | المنظمة الأوروبية لسلامة الملاحة الجوية   | 1986                  | 2005               |
|             | المركز الدولي لتسوية المنازعات الاستشارية | 1 أغسطس 1984          | 8 يونيو 2007       |
|             | مجموعة الموردين النوويين                  | ?                     | ?                  |

## أعلام
هذه قائمة لبعض الشخصيات التي تربطها علاقات بالبلدين:
- ليانكو إيفانجليستا فوجنوفيتش (لاعب كرة قدم برازيلي، 1 فبراير 1997[21] – )

## وصلات خارجية
- موقع وزارة الخارجية البرتغالية
- موقع وزارة الخارجية الصربية